# 演陂镇
演陂镇，湖南省衡阳县辖镇，镇政府驻地位于衡阳县城西13公里处，省道1814线和新1814线贯穿而过，经济以农业为主，工业为辅，主要农作物为水稻，棉花和油菜。工业为水泥产业。下辖2个社区居委会和38个村委会，人口约八万人。

## 行政区划
演陂镇下辖以下村级行政区划单位
车站社区、上桥社区、黄石村、寺冲村、清泉村、千工塘村、河泉村、杨家村、陇头村、海山村、栗山村、新塘村、油溪村、油冲村、江边村、白石堰村、石塘村、木瓜村、尤茀村、埠头村、鼓岭村、大川村、六塘村、楠木村、余盛村、将军村、红荷村、上吉村、康田村、车站村、德胜村、西岭村、五一村、罗观村、百花村、鲁陂村、上桥村、饶坳村、黄金村、方工村和财源村。